# Кака (Аризона)
Кака (англ. Kaka) — переписна місцевість (CDP) в США, в окрузі Марікопа штату Аризона. Населення — 83 особи (2020).

## Географія
Кака розташована за координатами 32°30′41″ пн. ш. 112°19′0″ зх. д. / 32.51139° пн. ш. 112.31667° зх. д. (32.511375, -112.316694). За даними Бюро перепису населення США в 2010 році переписна місцевість мала площу 0,67 км², уся площа — суходіл.

## Демографія
Згідно з переписом 2010 року, у переписній місцевості мешкала 141 особа в 37 домогосподарствах у складі 29 родин. Густота населення становила 210 осіб/км². Було 57 помешкань (85/км²).
Расовий склад населення:
| - 99,3 % — корінних американців |

До двох чи більше рас належало 0,0 %. Частка іспаномовних становила 6,4 % від усіх жителів.
За віковим діапазоном населення розподілялося таким чином: 33,3 % — особи молодші 18 років, 56,8 % — особи у віці 18—64 років, 9,9 % — особи у віці 65 років та старші. Медіана віку мешканця становила 28,5 року. На 100 осіб жіночої статі у переписній місцевості припадало 110,4 чоловіків; на 100 жінок у віці від 18 років та старших — 80,8 чоловіків також старших 18 років.
За межею бідності перебувало 83,7 % осіб, у тому числі 100,0 % дітей у віці до 18 років та 82,6 % осіб у віці 65 років та старших.
Цивільне працевлаштоване населення становило 22 особи. Основні галузі зайнятості: освіта, охорона здоров'я та соціальна допомога — 45,5 %, публічна адміністрація — 27,3 %, науковці, спеціалісти, менеджери — 27,3 %.